# Zonda

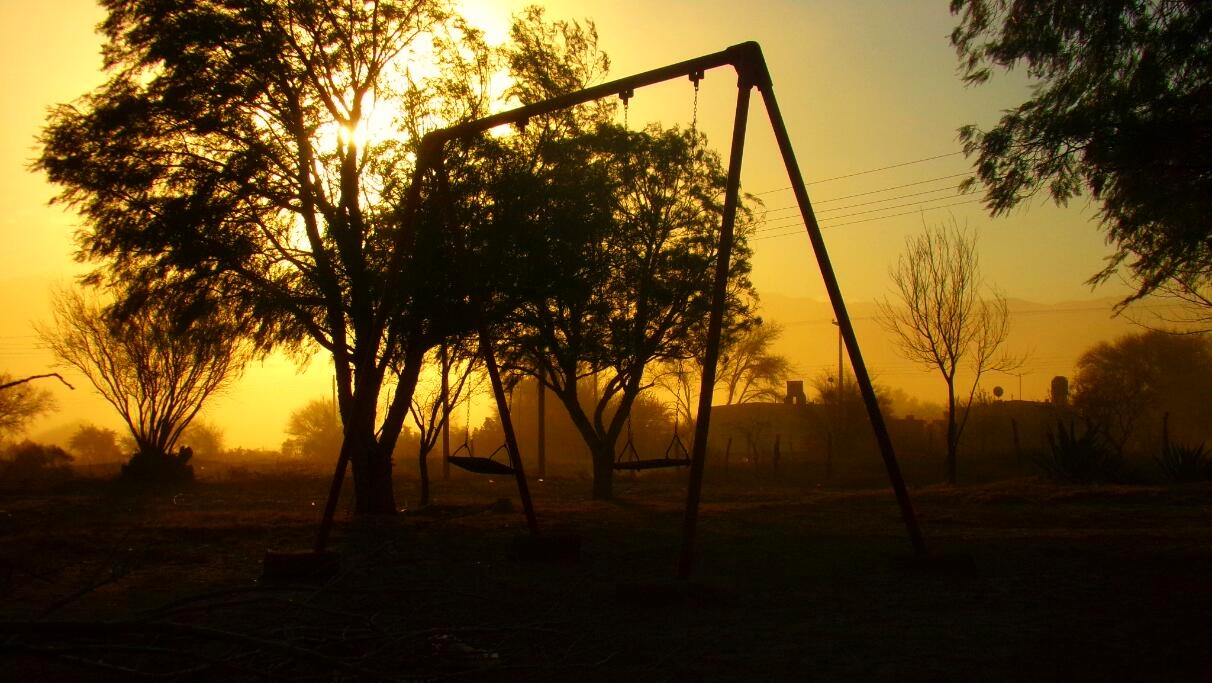
Tarde de viento Zonda en un parque.

El viento Zonda es un viento argentino, local, seco y cálido que frecuentemente sopla y lleva mucha suciedad sobre las estribaciones orientales de los Andes. Este viento nace en el anticiclón del océano Pacífico, por lo que inicia siendo un viento frío y húmedo. Luego, es desviado por el ciclón de la Precordillera y entra en la zona de mayores alturas, chocando con estas y generando lluvias orográficas y nevadas en la cima de la cordillera. Más adelante, ingresa al territorio argentino (provincias de Mendoza, San Juan, Catamarca, Salta y La Rioja) en forma seca y baja la cordillera, aumentando su temperatura por compresión adiabática o efecto Föhn, generando temperaturas de hasta 40 °C.
Este viento es bienvenido en la región de Cuyo, ya que provoca nevadas que proporcionan disponibilidad de agua. El Zonda se desarrolla mayormente entre mayo y octubre. 
Sus efectos se perciben en la provincia de La Rioja, Mendoza y más fuertemente en las de San Juan y Catamarca, siendo un lugar afectado particularmente la ciudad de Tinogasta, donde el viento se siente con mayor fuerza.

## Leyenda de los pueblos originarios sobre su origen
Según la leyenda, Gilanco era un joven huarpe fuerte y ágil que jamás erraba un disparo con su arco. Era admirado por su pueblo. Llevado por su vanidad, subía las montañas matando todos los animales a su paso solo por diversión; esto irritaba a Yastay, divinidad protectora de los animales de las montañas, quien apareció ante él y le dijo que la Pachamama no toleraba más sus actos y que si volvía a ellos recibiría un gran castigo. 
Al tiempo, Gilanco volvió a sus andanzas. Pachamama se le apareció dejando suspendida en el aire su flecha, y lo envolvió en torbellinos de polvo arenoso. Dijo que había sido muy despiadado y cruel y recibiría su castigo. Un gran remolino de viento lo alzó por los aires y un viento caliente comenzó a alejarse del lugar arrastrando todo sobre la tierra. Desde entonces, se dice, sopla el viento Zonda cuando alguien desobedece a la Pachamama.

## Otro usos del nombre
El término «zonda» también describe un viento norte cálido, por el avance de una depresión hacia el poniente y precediendo al viento pampero. A este tipo de viento se lo suele llamar «sondoro».